# Kathrine Rolsted Harsem
Kathrine Rolsted Harsem (Oslo, 7 februari 1989) is een Noorse langlaufster. Ze vertegenwoordigde haar vaderland op de Olympische Winterspelen 2018 in Pyeongchang.

## Carrière
Harsem maakte haar wereldbekerdebuut in maart 2010 in Oslo. Drie jaar later scoorde de Noorse in Drammen haar eerste wereldbekerpunten. In februari 2014 behaalde ze in Toblach haar eerste toptienklassering in een wereldbekerwedstrijd. Op de wereldkampioenschappen langlaufen 2017 in Lahti eindigde Harsem als dertiende op de sprint. In januari 2018 stond de Noorse in Planica voor de eerste maal in haar carrière op het podium van een wereldbekerwedstrijd. Tijdens de Olympische Winterspelen van 2018 in Pyeongchang eindigde ze als achttiende op de sprint.

## Resultaten

### Olympische Spelen
| Jaar | Plaats      | Resultaten               |
| ---- | ----------- | ------------------------ |
| 2018 | Pyeongchang | 18e Sprint (vrije stijl) |

### Wereldkampioenschappen
| Jaar | Plaats | Resultaten               |
| ---- | ------ | ------------------------ |
| 2017 | Lahti  | 13e Sprint (vrije stijl) |

### Wereldbeker
Eindklasseringen
| Seizoen   | Algm | DI  | SP  | TdS |
| --------- | ---- | --- | --- | --- |
| 2012/2013 | 95e  | –   | 59e | –   |
| 2013/2014 | 47e  | 58e | 22e | –   |
| 2014/2015 | 47e  | 68e | 18e | –   |
| 2015/2016 | 29e  | 31e | 18e | –   |
| 2016/2017 | 13e  | 18e | 12e | 18e |
| 2017/2018 | 14e  | 16e | 9e  | DNF |
| 2018/2019 | 92e  | –   | 59e | –   |
| 2019/2020 | 70e  | 63e | 52e | –   |
| 2020/2021 | 125e | 93e | –   | –   |
| 2021/2022 | 84e  | –   | 54e | –   |